# Betsy Palmer
Betsy Palmer (* 1. November 1926 in East Chicago, Indiana; † 29. Mai 2015 nahe Danbury, Connecticut als Patricia Betsy Hrunek) war eine US-amerikanische Schauspielerin.

## Leben und Karriere
Palmers Geburtsname lautet Patricia Betsy Hrunek. Ihr Vater Vincent Hrunek war ein tschechoslowakischer Chemiker, der in die Vereinigten Staaten immigrierte. Palmer studierte an der DePaul University in Chicago und sammelte erste schauspielerische Erfahrungen mit Bühnenauftritten.
Ihre professionelle Schauspielkarriere begann sie am Broadway; im Jahr 1951 folgte ein Auftritt in der Fernsehserie Miss Susan. Schnell folgten weitere Engagements, so dass Palmer ein bekanntes Gesicht im amerikanischen Fernsehen der 1950er Jahre wurde. Zwischenzeitlich war sie auch als Moderatorin für die Today Show on NBC tätig. Über viele Jahre gehörte sie auch zu den Mitratern der beliebten Fernseh-Quizshow I've Got a Secret, in welchem das prominente Rateteam hinter die Geheimnisse der Showgäste kommen musste. Auf der Kinoleinwand war sie erstmals im Film Mit Leib und Seele mit Tyrone Power von Regisseur John Ford zu sehen, es folgten Keine Zeit für Heldentum (1955) an der Seite von Henry Fonda und Jack Lemmon und der Western Stern des Gesetzes (1957), erneut mit Henry Fonda.
In den 1960ern und 1970ern ließen ihre Engagements deutlich nach, bis ihre Karriere durch den Überraschungserfolg des Kinofilms Freitag, der 13. (1980) auch im Fernsehbereich wieder Fahrt aufnahm. Palmer hatte die Rolle der Pamela Voorhees in Freitag, der 13. jedoch nur widerwillig angenommen, und nach eigenen Worten nur, um sich ein neues Auto leisten zu können. An der ersten Fortsetzung des später vielfach weiterentwickelten Stoffs im Jahr 1981 wirkte sie noch mit, spätere Gastauftritte lehnte sie ab.
Ihren letzten Filmauftritt hatte Palmer im Jahr 2007 in dem Direct-to-Video-Horrorfilm Bell Witch: The Movie. Sie starb am 29. Mai 2015 im Alter von 88 Jahren in einem Hospiz in der Nähe von Danbury, Connecticut.

## Filmografie (Auswahl)
- 1955: Mit Leib und Seele (The Long Gray Line)
- 1955: Keine Zeit für Heldentum (Mister Roberts)
- 1955: Ehe in Fesseln (Queen Bee)
- 1957: Stern des Gesetzes (The Tin Star)
- 1958: Der blonde Köder (The True Story of Lynn Stuart)
- 1959: Der Zorn des Gerechten (The Last Angry Man)
- 1980: Freitag, der 13. (Friday the 13th)
- 1981: Freitag der 13. – Jason kehrt zurück (Friday the 13th Part 2)
- 1982: Love Boat (The Love Boat, Fernsehserie, Gastrolle)
- 1989: Unter der Sonne Kaliforniens (Knots Landing, Fernsehserie)
- 1991: Columbo: Tödlicher Jackpot (Death Hits the Jackpot, Fernsehreihe)
- 1994: Blindkill (Unveiled)
- 1999: Die dreizehnte Legende (The Fear: Resurrection)